# Thliptoceras triplagalis
Thliptoceras triplagalis là một loài bướm đêm trong họ Crambidae.